# Карельская трудовая коммуна
Каре́льская трудовая коммуна (КТК) (фин. Karjalan työkommuuni) — автономное областное объединение в составе РСФСР, существовавшее с 8 июня 1920 года по 25 июля 1923 года.
Это первое советское национально-государственное образование на территории современной Республики Карелия.
У коммуны существовало знамя, флаг принят не был.
Административный центр — город Петрозаводск.

## История

### Предпосылки
В июле 1918 года была принята Конституция РСФСР. В ней закреплялась возможность создания автономии внутри РСФСР. Статья 11 говорила, что «…. автономные областные союзы входят на началах федерации в Российскую Социалистическую Федеративную Советскую Республику». Практически эта норма была реализована в конце 1918 года образованием Трудовой коммуны немцев Поволжья, в марте 1919 года — образованием Автономной Башкирской Советской Республики. Автономные области и трудовые коммуны, таким образом, так же как и автономные республики, являлись разновидностью автономного областного союза.
Осенью 1919 года один из видных деятелей компартии Финляндии Эдвард Гюллинг, уехавший в Швецию после поражения «красных» в гражданской войне, направил в Москву В. И. Ленину подготовленное им «Предложение о Карельской коммуне». Суть «Предложения» сводилась к тому, чтобы посредством образования Карельской коммуны на пространстве от реки Свирь до Северного Ледовитого океана решить три проблемы: удовлетворить национальные интересы карельского населения, лишить Финляндию оснований претендовать на Восточную Карелию и создать плацдарм для подготовки революции в Финляндии и Скандинавских странах. В соответствии с этими «Предложениями» Карельская коммуна должна была стать своего рода социалистической альтернативой буржуазному финляндскому государству.
В 1920 году в Карелии продолжались боевые действия. 12 апреля 1920 года на станции Раяйоки начались официальные переговоры о перемирии между Финляндией и Советской Россией. На переговорах советское правительство отказалось признать временное карельское (ухтинское) правительство, склоняясь к решению о создании автономии Карелии в составе России с возможным участием финляндских коммунистов-эмигрантов, покинувших свою страну в результате поражения в гражданской войне в 1918 году. 24 апреля переговоры прервались из-за разногласий по вопросам проведения демаркационной линии и будущей судьбы отрядов красных финнов.
Весной 1920 года вопрос о национально-государственном устройстве Карелии неоднократно рассматривался руководством РСФСР. В конце марта — начале апреля глава Советского правительства В. И. Ленин говорил об этом с делегатами IX съезда РКП(б) от Олонецкой губернской партийной организации.
По приглашению В. И. Ленина Гюллинг прибыл в Москву и в середине мая 1920 года в Кремле состоялась беседа Ленина с Гюллингом и другим финским коммунистом-эмигрантом, бывшим членом Финляндского революционного правительства Ю. Э. Сирола «по делам о создании Карельской автономной республики». Гюллинг предложил предоставить экономическую и вообще относительно широкую автономию Карелии.
18 мая 1920 года Политбюро ЦК РКП(б) своим решением одобрило создание Карельской коммуны, поручив представителям наркоматов внутренних и иностранных дел РСФСР М. Ф. Владимирскому и Л. М. Карахану подготовить проект постановления ВЦИК об образовании Карельской трудовой коммуны. 1 июня 1920 года Политбюро ЦК РКП(б) с участием В. И. Ленина рассмотрело и одобрило подготовленный проект постановления об образовании КТК и предложило внести его на утверждение ВЦИК.
8 июня 1920 декретом ВЦИК из населённых карелами местностей Олонецкой и Архангельской губерний была образована Карельская трудовая коммуна.

### Создание (1920)
На основании декрета ВЦИК от 8 июня 1920 года был создан Карельский революционный комитет как временный высший орган государственной власти КТК. В состав комитета вошли Э. А. Гюллинг (председатель), В. М. Куджиев и Я. Т. Мяки.
1—3 июля в Петрозаводске состоялся первый Всекарельский съезд представителей трудящихся карел. В работе съезда приняли участие 142 делегата от 24 карельских волостей Олонецкой и Архангельской губерний. Съезд одобрил образование КТК в составе РСФСР. Съезд дополнительно избрал в состав Карельского революционного комитета представителей карелов — Никитина И. А. (от Олонецкого уезда), Гурьева В. Т. (от Повенецкого уезда), Поттоева Ф. Е.. Позднее в состав Ревкома вошли Данилов И. А. и Богданов Г. Х. Одновременно и там же состоялся первый губернский съезд РКСМ, объединивший все комсомольские организации Олонецкой губернии.
На заседании Совнаркома РСФСР 3 августа 1920 года под председательством В. И. Ленина был рассмотрен вопрос территориального устройства и границ Карельской трудовой коммуны.
Декретом ВЦИК и Совнаркома РСФСР от 4 августа 1920 г. было установлено, что в состав Карельской трудовой коммуны входят:
- из Олонецкой губернии:
  - г. Олонец, Туломозерская, Ведлозерская, Видлицкая, Коткозерская, Рыпушкальская, Неккульская, Княжегубская волости Олонецкого уезда (включая Кашканское сельское общество Важинской волости);
  - г. Петрозаводск, Спасо-Преображенская, Кончезерская, Сямозерская, Шуйская, Ялгубская, Святозерская, Деревянская, Сунская, Кондопожская, Тивдийская волости Петрозаводского уезда;
  - Богоявленская, Мяндусельгская, Поросозерская, Ребольская, Ругозерская волости Повенецкого уезда, (включая Кяппесельгское общество и д. Уница Шуньгской волости);
- из Архангельской губернии — г. Кемь, Кандалакшская, Ковдская, Керетская, Олангская, Кестеньгская, Вычетайбольская, Тихтозерская, Вокнаволоцкая, Ухтинская, Погосская, Поньгомская, Подужемская, Кондокская, Юшкозерская, Тунгудская, Маслозерская, Шуерецкая, Летнеконецкая, Сорокская волости (Кемский уезд)[11][12].

Общая площадь КТК составила 115186 км², численность населения — 147,3 тыс. человек (60 % — карелы, 37 % — русские).
В то же время продолжала существовать Олонецкая губерния, в составе которой остались: Важинская волость Олонецкого уезда; Типиницкая, Сенногубская, Кузарандская, Ладвинская, Остречинская, Великогубская, Кижская, Шелтозерская и Толвуйская волости Петрозаводского уезда; Шуньгская, Римская, Даниловская, Петровско-Ямская волости Повенецкого уезда, а также Пудожский, Вытегорский и Лодейнопольский уезды полностью.
Фактически на месте Олонецкой губернии образовалось две губернии: Олонецкая и КТК. При обсуждении вопроса о партийном центре было решено не разъединять партийные организации, а сохранить имеющуюся единую структуру.
На основании решения Оргбюро ЦК РКП(б) 15 сентября 1920 года образован временный Карельско-Олонецкий объединённый губернский комитет РКП(б), а Олонецкий губком прекратил свою деятельность. В состав Карельско-Олонецкой партийной организации вошли семь уездных парторганизаций: Вытегорская, Кемская, Лодейнопольская, Олонецкая, Петрозаводская, Повенецкая и Пудожская.
На совещании секретарей профессиональных союзов Олонецкой губернии 16—17 сентября 1920 года было признано нецелесообразным разделение профсоюзных органов. Олонецкий губпрофсовет был переименован в Карельско-Олонецкий областной совет профсоюзов.
В октябре началось издание газеты на финском языке «Karjalan kommuuni» («Карельская коммуна»).
14 октября 1920 года Советская Россия и Финляндия заключили перемирие. После того как Советская Россия согласилась подписать второе приложение к Дерптскому (Тартускому) договору, гарантировавшее региону право на самоуправление и амнистию жителям, белофинны отступили из двух пограничных районов Карелии (Реболы и Поросозера). После отступления интервентов и затухания Гражданской войны советское правительство приняло меры для восстановления государственной границы. В состав КТК переходили Ребольская и Поросозерская волости.

### Становление
С 11 по 19 февраля 1921 года состоялся 1-й Всекарельский съезд Советов — первый конституционный высший орган государственной власти Карельской трудовой коммуны. В работе съезда приняли участие 144 делегата.
На съезде было принято положение о высшем органе государственной власти Карельской трудовой коммуны — Карельском областном исполнительном комитете (Кароблисполком). Съезд избрал первый состав Кароблисполкома в составе 25 человек, председателем был избран Эдвард Гюллинг.
26 апреля 1921 года был образован Экономический Совет Карельской Трудовой Коммуны (КарЭКОСО) для непосредственного руководства народным хозяйством Карельской трудовой коммуны (председатель Александр Васильевич Шотман).
В 1921 году из Финляндии к Карельской трудовой коммуне присоединено село Раяселька.
Осенью 1921 года в тех областях коммуны, где население страдало от голода, вспыхнуло восстание против местных представителей советской власти.
18 сентября 1922 года вышел декрет ВЦИК, по которому Олонецкая губерния была упразднена, а Пудожский и Повенецкий уезды вошли в состав Карельской трудовой коммуны.
Постановлением ВЦИК и СНК № 51 от 25 июля 1923 года Карельская трудовая коммуна была преобразована в Автономную Карельскую Советскую Социалистическую Республику.

### Основные события
Основные события в истории Карельской трудовой коммуны:
- 8.6.1920 — Постановлением Всероссийского Центрального Исполнительного Комитета в составе РСФСР образована Карельская Трудовая Коммуна.
- 1—3.7.1920 — Проходил первый губернский съезд РКСМ, объединивший все комсомольские организации Карелии.
- 1—3.7.1920 — Проходил первый Всекарельский съезд представителей трудящихся карел в Петрозаводске.
- 24—29.7.1920 — Проходила первая Спартакиада Карелии в Петрозаводске.
- 2—4.8.1920 — Проходила первая конференция по ликвидации безграмотности.
- 1.9.1920 — В Петрозаводске открылись постоянные педагогические трёхгодичные курсы (позднее Петрозаводское школьное педагогическое училище).
- 5.10.1920 — Вышел в свет первый номер газеты на финском языке «Karjalan kommuuni» («Карельская коммуна»).
- 11—19.2.1921 — Состоялся 1 Всекарельский Съезд Советов. На съезде было принято положение о высшем органе власти Карельской трудовой коммуны — Карисполкоме. Председателем избран Э. А. Гюллинг.
- 26.4.1921 — Образован Экономический Совет Карельской Трудовой Коммуны (КарЭКОСО) для руководства народным хозяйством Карельской трудовой коммуны.
- 26.4.1921 — Совнарком РСФСР под председательством В. И. Ленина принял Постановление об основных направлениях развития народного хозяйства Карельской трудовой коммуны.
- Октябрь 1921 — Начало белофинской интервенции на территории Карелии.
- 18.12.1921 — Образован Карело-Мурманский военно-революционный комитет — высший орган власти на территории Карелии, Мурманской губернии и прифронтовых участков Архангельской и Олонецкой губерний. Председателем Ревкома назначен Э. А. Гюллинг.
- 1.1.1922 — Образование Карельского Совета профессиональных союзов.
- 1.1.1922 — Начала издаваться газета «Карельская коммуна», орган Карельского обкома ВКП(б)и облисполкома.
- 9.1.—1.2.1922 — Состоялся лыжный поход в тыл белофинским интервентам в район Кимасозера отряда лыжников-курсантов интернациональной военной школы под командованием Тойво Антикайнена.
- 20.1.1922 — Разгром белофиннов в Кимасозере.
- 22.2.1922 — Открылся I Всекарельский земельный съезд в Петрозаводске.
- Февраль 1922 — Завершение операции Красной Армии по ликвидации белофинской интервенции на территории Карелии.
- 15.3.1922 — Открылась I Карельская областная партийная конференция.
- 16.3.1922 — Открылось Петрозаводское отделение государственного банка.
- 26.3.—30.3.1922 — Состоялся I Карельский областной съезд профессиональных союзов.
- Март 1922 — Вышел первый номер журнала «Красная Карелия» (орган Карельского областного комитета партии).
- 2.5.1922 — В Лоухском районе вступили в строй Чупинские горные разработки месторождений кварца и полевого шпата.
- 7.6.1922 — Состоялся первый выпуск Петрозаводского педагогического техникума.
- Июль 1922 — В городе Петрозаводске состоялось торжественное открытие памятника героям Гражданской войны в Карелии 1917—1920 г.г.
- 1.9.1922 — Учреждена прокуратура Карельской трудовой коммуны.
- 1.9.1922 — В Петрозаводске начали работу школы по ликвидации безграмотности.
- 18.9.1922 — Вышел Декрет ВЦИК, по которому Олонецкая губерния была упразднена, в состав КТК включены Пудожский и Повенецкий уезды губернии.
- 1.10.1922 — Введение в КТК русского и финского языков в качестве официальных. (Из резолюции II Карельской областной конференции РКП(б)).
- 1922 — В США в Нью-Йорке открыто «Карельское бюро», главной задачей которого определено оказание экономической содействия Карельской трудовой коммуне.
- 3—5.3.1923 — Вышло постановление Президиума Кароблисполкома о создании радиостанций в Ухте, Реболах, Пудоже.
- 16.03.1923 — На заседании Президиума Областного комитета РКСМ было принято постановление об учреждении детской пионерской организации .
- Март 1923 — По распоряжению Карисполкома была проведена перепись населения городов и посёлков КТК.
- 30.04.2023 — Декретом ВЦИК из Онежского уезда Архангельской губернии в Кемский уезд Карельской Трудовой Коммуны волости переданы Колежемская, Лапинская, Надвоицкая, Нюхотская и Сумский посад[17].
- 25.07.1923 — Карельская Трудовая Коммуна преобразована в Автономную Карельскую Социалистическую Советскую Республику (АКССР) (Постановление ВЦИК и СНК СССР № 51 от 25 июля 1923 г.)

## СекретариКарельского обкома РКП(б)
- Данилов, Иван Алексеевич — ответственный секретарь Карело-олонецкого обкома РКП(б) (1920 год, август — 1921 год, ноябрь)
- Куджиев, Василий Михайлович — ответственный секретарь Карельского обкома РКП(б) (1921 год, ноябрь — 1922 год, март)
- Ярвисало, Иоган Андреевич — ответственный секретарь Карельского обкома ВКП(б) (1922 год, март — 1929 год, май)